# Harry Nuttall, 4. Baronet

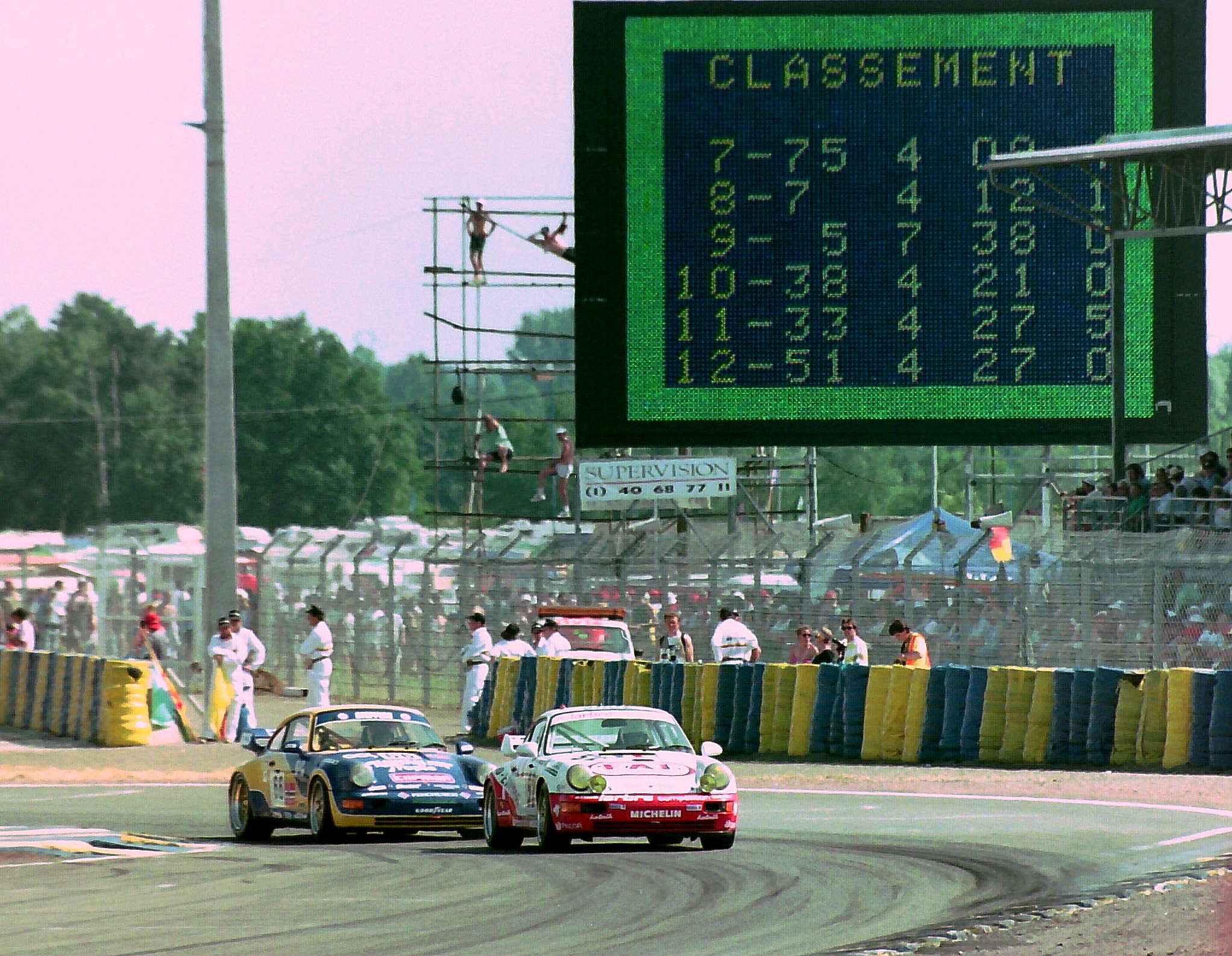
Der Porsche 911 Carrera RSR (im Hintergrund) von Charles Rickett, Harry Nuttall und Ray Bellm beim 24-Stunden-Rennen von Le Mans 1994

Sir Harold „Harry“ Nuttall, 4. Baronet (* 2. Januar 1963 in London) ist ein britischer Motorsportfunktionär und ehemaliger Autorennfahrer.

## Familie
Harry Nuttall entstammt der vermögenden Familie Nuttall. Sein Ururgroßvater James Nuttall senior gründete 1865 in Manchester einen Baubetrieb. Unter der Leitung seines Urgroßvaters Edmund Nuttall, 1. Baronet (1870–1923) und seines Großvaters Keith Nuttall, 2. Baronet (1901–1941) stieg BAM Nuttall zu einem der führenden Bauunternehmen des Vereinigten Königreichs auf. Sein Vater Nicholas Nuttall, 3. Baronet (1933–2007) verkaufte das Unternehmen 1978 an die niederländische Royal BAM Group. Nicholas Nuttall war viermal verheiratet, unter anderem mit Miranda Quarry, einer Ex-Frau von Peter Sellers.  In erster Ehe war er mit Caroline York, der Tochter des Tory-Politikers Christopher York, vermählt. Caroline York war die Mutter von Harry Nuttall. 1922 wurde Edmund Nuttall der Adelstitel Baronet verliehen. Nach dem Tod seines Vaters 2007 wurde Harry Nuttall der vierte Nuttall Baronet of Chasefield.
Harry Nuttall ist in zweiter Ehe verheiratet und hat drei eheliche Kinder und ein uneheliches Kind. Das uneheliche Kind, der Schauspieler Jack Cunningham-Nuttall, entstammt einer Affäre mit dem damaligen It-Girl Birgit Cunningham. Brigit Cunningham erreichte Jahre später negative Berühmtheit, als sie Details der Beziehung zwischen ihr und dem verheirateten Führer des House of Lords Thomas Galbraith, 2. Baron Strathclyde, dem Sunday Mirror zuspielte.

## Karriere als Rennfahrer
Harry Nuttall war einige Jahre als Amateur-Rennfahrer aktiv. Er bestritt Monopostorennen in der Formel Renault und wurde 1992 überraschend hinter Pedro de la Rosa und Ivan Arias und vor Christian Horner sowie Thomas Erdos Dritter in der britischen Meisterschaft. Nach einem Jahr in der britischen Tourenwagen-Meisterschaft 1993 fuhr er im Jahr darauf in der BPR Global GT Series. 1994 startete er beim 24-Stunden-Rennen von Le Mans. Der eingesetzte Porsche 911 Carrera RSR fiel nach einem Motorschaden aus. Sein größter Erfolg war der zweite Gesamtrang beim 1000-km-Rennen von Paris 1994.

## Motorsportfunktionär
Nach dem Ende seiner Fahrerkarriere begann Nuttall 1998 im Werbe- und Marketingbereich des internationalen Motorsports zu arbeiten. Er war Sponsorenbetreuer bei Arrows Grand Prix International, Brawn GP und von 2009 bis 2012 beim Caterham F1 Team. Seit 2013 arbeitet er beim Mercedes AMG F1 Team.

## Statistik

### Le-Mans-Ergebnisse
| Jahr | Team           | Fahrzeug                | Teamkollege | Teamkollege     | Platzierung | Ausfallgrund |
| ---- | -------------- | ----------------------- | ----------- | --------------- | ----------- | ------------ |
| 1994 | Erik Henriksen | Porsche 911 Carrera RSR | Ray Bellm   | Charles Rickett | Ausfall     | Motorschaden |